# Geiersberg
Geiersberg è un comune austriaco di 528 abitanti nel distretto di Ried im Innkreis, in Alta Austria.